# Hillary Brooke
Pour les articles homonymes, voir Brooke.
Hillary Brooke est une actrice américaine, de son vrai nom Beatrice Peterson, née à New York — Quartier d'Astoria, Queens — (État de New York, États-Unis) le 8 septembre 1914, décédée à Bonsall (Californie, États-Unis) le 25 septembre 1999.

## Biographie
Sous le pseudonyme de Hillary Brooke, elle mène une carrière relativement courte à l'écran, apparaissant au cinéma entre 1937 et 1957 (avec des petits rôles non crédités à ses débuts), dans soixante-treize films — américains, sauf un britannique en 1954 —, et à la télévision de 1951 à 1960 (année où elle se retire), dans trente-deux séries. Son avant-dernier film, un de ses plus connus, est L'Homme qui en savait trop (1956) d'Alfred Hitchcock.
Pour sa contribution à la télévision, une étoile lui est dédiée sur le Walk of Fame du Hollywood Boulevard.

## Filmographie partielle

### Au cinéma
- 1937 : Pension d'artistes (Stage Door) de Gregory La Cava
- 1939 : Divorcé malgré lui (Eternally Yours) de Tay Garnett
- 1940 : Indiscrétions (The Philadelphia Story) de George Cukor
- 1941 : La Femme aux deux visages (Two-Faced Woman) de George Cukor
- 1941 : Maisie Was a Lady d'Edwin L. Marin
- 1941 : Docteur Jekyll et mister Hyde (Dr. Jekyll and Mr. Hyde) de Victor Fleming
- 1942 : Counter-Espionage d'Edward Dmytryk
- 1943 : Échec à la mort (Sherlock Holmes Faces Death) de Roy William Neill
- 1943 : Jane Eyre (Jane Eyre), de Robert Stevenson
- 1944 : L'amour cherche un toit (Standing Room Only) de Sidney Lanfield
- 1944 : Espions sur la Tamise (Ministry of Fear) de Fritz Lang
- 1945 : La Femme en vert (Woman in Green) de Roy William Neill
- 1945 : The Crime Doctor's Courage de George Sherman
- 1945 : Le Cottage enchanté (The Enchanted Cottage) de John Cromwell

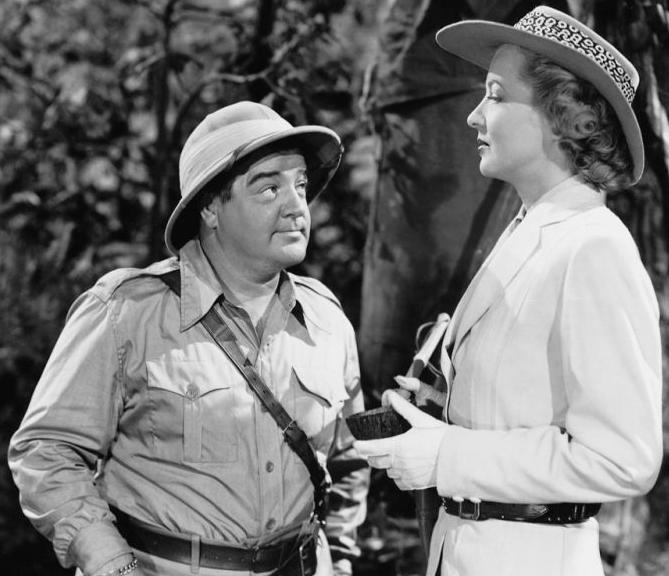
Lou Costello et Hillary Brooke, dans Abbott et Costello en Afrique (1949)

- 1946 : Le Démon de la chair (The Strange Woman) d'Edgar Georg Ulmer
- 1946 : En route vers l'Alaska (Road to Utopia) de Hal Walker
- 1946 : The Gentleman Misbehaves de George Sherman
- 1946 : Strange Journey de James Tinling
- 1946 : Le Joyeux Barbier (Monsieur Beaucaire) de George Marshall
- 1948 : Bien faire... et la séduire (The Fuller Brush Man) de S. Sylvan Simon
- 1949 : Abbott et Costello en Afrique ou Deux Nigauds en Afrique (Africa Screams) de Charles Barton
- 1950 : The Admiral Was a Lady (en) d'Albert S. Rogell
- 1951 : Lost Continent de Sam Newfield
- 1952 : Abbott and Costello Meet Captain Kidd de Charles Lamont : Anne Bonny (Captain Bonney)
- 1953 : Les Envahisseurs de la planète rouge (Invaders from Mars) de William Cameron Menzies
- 1953 : The Maze de William Cameron Menzies
- 1953 : N'embrassez pas les WACs (en) (Never Wave at a WAC) de Norman Z. McLeod
- 1953 : Madame voulait un manteau de vison (The Lady wants a Mink) de William A. Seiter
- 1954 : The House across the Lake (en) de Ken Hughes
- 1955 : Bengazi (en) de John Brahm
- 1956 : L'Homme qui en savait trop (The Man who knew too much) d'Alfred Hitchcock
- 1957 : La Forêt meurtrière (Spoilers of the Forest) de Joseph Kane

### À la télévision (séries)
- 1956 : Le Choix de... (Screen Directors Playhouse), épisode 22 La Revanche de François Villon (The Sword of Villon) de George Waggner
- 1957 : Première série Perry Mason, Saison 1, épisode 2 The Case of the Sleepwalker's Niece de William D. Russell